# 2006年8月

## 8月31日
- 新加坡《海峽時報》首席駐華特派員程翔被控從事間諜活動，為中華民國搜集情報，因間諜罪於北京法院被判入獄5年，剝奪政治權利1年，沒收個人財產人民幣30萬元。程妻劉敏儀聞訊後表示將會提出上訴。香港記者協會發言人表示，程翔案判決嚴重打擊新聞自由，無法接受這項判決。中華民國陸委會則嚴厲譴責大陆當局。

- 伊朗總統阿瑪迪尼賈無懼聯合國安理會的第1696號決議，決定仍繼續進行濃縮鈾活動，並且表示制裁無阻他們的核計劃。阿瑪迪尼賈呼籲歐洲國家應該獨立作出決定，並通過談判來解決目前的問題。維基新聞
- 泰国南部也拉府中午发生至少23起连环爆炸事件，造成至少1人死亡，数十人受伤。爆炸事件全部针对当地的银行。新华网 Archive.today的存檔，存档日期2013-04-28
- 印度尼西亚农业部禽流感危机机构统筹主任默默特在峇里島证实，印尼全部33个省中已有29个省210个县发现禽流感疫情，防治禽流感的形势十分严峻。新华网
- 大约60个国家的政府和组织代表聚集在瑞典首都斯德哥尔摩，举行黎以停火后首次国际捐助大会。与会捐助国家和组织承诺向黎提供9亿多美元早期重建资金，促进黎巴嫩重建步伐。新华网
- 挪威警方表示，兩年前被3名持槍蒙面歹徒從「孟克美術館」搶走的19世紀表現主義畫家孟克的兩幅名畫《吶喊》及《聖母瑪利亞》已尋獲。自由電子報

## 8月30日
- 中華民國鴻海集團決定撤銷對2名中國記者的假扣押，但將上海《第一財經日報》列為共同被告，並且只象徵性求償一元人民幣。中時電子報（页面存档备份，存于）中時電子報（页面存档备份，存于）東森新聞報
- 联合国秘书长科菲·安南呼吁以色列解除对黎巴嫩的海上和空中封锁，并表示将致力于解救被真主党武装抓走的2名以军士兵。但遭到双方拒绝。新华网 Archive.today的存檔，存档日期2013-04-28
- 包括东帝汶叛軍领导人阿尔弗雷多·雷纳多在内的57名囚犯从首都帝力的一所监狱中脱逃。新华网
- 台灣旅美棒球選手王建民出戰老虎隊，以2比0拿下此場勝投，並以16勝的成績追平日籍強投野茂英雄的單季最佳成績，直追南韓投手朴贊浩的18勝亞洲紀錄。同時也追上目前MLB最多勝的哈勒戴（Roy Halladay），並列聯盟勝投王。台灣新浪網（页面存档备份，存于） 東森新聞網（页面存档备份，存于）

## 8月29日
- 美國神盾級巡洋艦「夏洛伊號」進駐神奈川縣橫須賀軍港，這是美軍首次將具飛彈攔截能力的神盾艦部署在日本。中時電子報（页面存档备份，存于）
- 中華民國國防部公佈國防報告書：迄2005年底，大陸已對中華民國部署784枚東風系列短程飛彈，並以每年約75至100枚速度增加。中時電子報大紀元時報
- 第八届世界宗教和平会议上午选举产生新一届领导层，中国全国政协副主席、中国宗教界和平委员会主席丁光训当选为名誉主席之一。中国宗教界和平委员会名誉主席帕巴拉·格列朗杰当选为会议主席之一。现任世界宗教和平会议秘书长威廉姆·万德莱获得连任。新华网（页面存档备份，存于）
- 日本通商产业省证实，知名的精密设备制造商三丰株式会社涉嫌向伊朗违规出口可用于制造核武器的测量设备，会社总裁和4名涉案高级管理人员已经被逮捕。新华网 Archive.today的存檔，存档日期2013-04-28
- 伊拉克首都巴格达以南约130公里的迪瓦尼耶市输油管道爆炸，已造成74人死亡、94人受伤。新华网 Archive.today的存檔，存档日期2013-04-28
- 中國青藏鐵路傳出故障意外。一輛從重慶到拉薩的列車在駕駛到西藏境內時，其中一列餐車出軌，雖然沒有造成人員傷亡，但至少6班列車4千多名乘客受到影響，火車停頓了5小時後狀況才排除。東森新聞報（页面存档备份，存于）TVBS新聞網（页面存档备份，存于）世界新聞網[]
- 台灣鴻海公司在中國的子公司富士康，控告上海《第一財經日報》兩名編採人員報導不實及求償案，引起無國界記者組織關切，並公佈該組織秘書長梅納德致函蘋果電腦創辦人賈柏斯的公開信，呼籲其介入說服鴻海撤銷告訴。東森新聞報（页面存档备份，存于）

## 8月28日
- 日本首相小泉純一郎上午啟程前往中亞的哈薩克和烏茲別克訪問，這是日本首相首度訪問中亞地區。東森新聞報（页面存档备份，存于）
- 日本神奈川縣「海洋研究開發機構」公佈，調查小組利用載人潛水探測船「深海6500」，在台灣東北角及琉球與那國島之間的海域，發現一個封存液態二氧化碳的海底天然池。自由電子報東森新聞報（页面存档备份，存于）
- 土耳其地中海旅游胜地安塔利亚发生爆炸事件，这是24小时内土耳其发生的第五起爆炸事件新华网 Archive.today的存檔，存档日期2013-04-28

## 8月27日
- 美國康航公司（Comair）一架從肯塔基州列辛頓市藍草機場起飛的客機墜毀。該架航機上共有47名乘客、3名機組成員；僅1人生還，不過傷勢嚴重。自由電子報聯合新聞網[]

- 在世界遺產基金會最新列出的百大瀕危世界遺產中，出現了七個世人皆耳熟能詳的世界遺跡的名字—埃及盧克索（Luxor）神廟由於不斷的偷盜厄運難逃，被視為潛水天堂的印尼珊瑚礁三角區因生態環境被破壞而危如累卵，度假天堂馬爾地夫也因全球氣候變暖導致而危在旦夕。除此之外亦有下沉的威尼斯、地基磨損的祕魯馬丘比丘、戰爭波及的空中花園巴比倫、甘旱以及砍伐嚴重的亞馬遜雨林。大公網
- 義大利已故法西斯獨裁者墨索里尼之孫基多．墨索里尼已委託律師，向法院聲請對祖父開棺驗屍，以釐清真正死因。自由電子報

## 8月26日
- 中國全國人大常委會副委員長兼秘書長盛華仁表示，全中國三分之一的土地正受到酸雨的污染。中國報新华网（页面存档备份，存于）
- 由於稅務與合約問題，乍得總統德比下令美國雪佛龙石油公司（Chevron）及馬來西亞國家石油公司（Petronas）的代表在24小時內離境。番薯藤新聞：路透社（页面存档备份，存于）大公網訊國際在線[永久]中時電子報[永久]
- 伊朗總統阿瑪迪尼賈高調宣佈重水加工廠正式投產，將為重水核反應爐提供燃料。星洲日報（页面存档备份，存于）新華網[]大公網訊文匯報多維新聞[]
- 在泰國曼谷舉行的「2006國際少年運動會」上，台灣選手獲得游泳二項金牌，在頒獎時，中國團員搶走台灣選手身上所披的中華民國國旗，雙方並發生嚴重拉扯。中時電子報[永久]自由電子報東森新聞報TVBS新聞網（页面存档备份，存于）

## 8月25日
- 几内亚湾国家首脑会议在加蓬首都利伯维尔闭幕后发表一份公报，宣布几内亚湾委员会成立，包括8个成员国：安哥拉、喀麦隆、刚果（布）、加蓬、赤道几内亚、尼日利亚、刚果（金）及圣多美和普林西比。该委员会总部设在安哥拉。新华网 Archive.today的存檔，存档日期2013-04-28
- 肯尼亚队在国际田联黄金联赛布鲁塞尔站比赛中以7分2秒43的成绩打破了英国队24年前在伦敦创造的7分3秒89的男子4×800米接力世界纪录。新华网 Archive.today的存檔，存档日期2013-04-28
- 中国上海市宝山区区长秦裕，因涉嫌祝均一挪用社保基金一案而遭到中国共产党中央纪律委员会的调查。一般认为，他涉案时，正担任上海市委书记陈良宇的秘书。联合早报网（页面存档备份，存于）
- 台灣購自美國的另兩艘紀德級軍艦「左營號」與「馬公號」飛彈驅逐艦在南卡羅來納州查爾斯頓舉行返國歡送典禮。中時電子報[永久]

## 8月24日

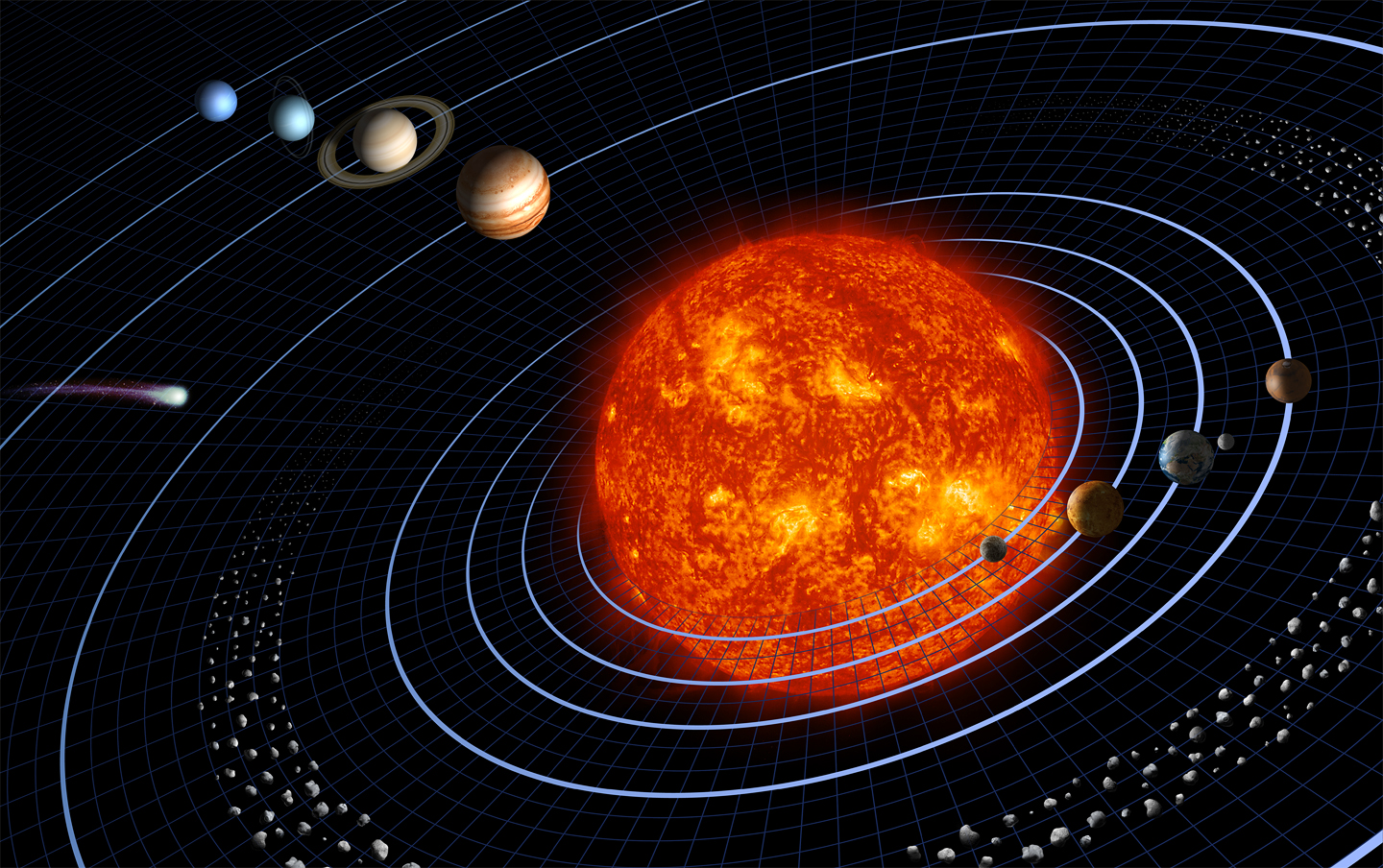
2006年行星重定義，冥王星遭到除名

- 山东沂南县人民法院以故意破坏财产和聚众扰乱交通罪，判处盲人维权人士陈光诚坐牢4年3个月。博讯新闻网（页面存档备份，存于）自由亚洲电台[] BBC中文网（页面存档备份，存于）
- 國際天文聯會通过决议，部分通过新的行星定义，冥王星不再被视为行星，而被降级成为矮行星。新华网（页面存档备份，存于）東森新聞報自由電子報
- 中国和哈萨克斯坦開始連續3天在哈萨克斯坦阿拉木图州和中国新疆维吾尔自治区伊宁市联合举行“天山-1号（2006）”反恐演习。新浪网（页面存档备份，存于）
- 目前積極進行百萬人倒扁運動的台灣前民主進步黨主席施明德，其前妻陳麗珠出示所謂施明德坐牢時的「求饒信及求饒衣」。她表示站出來與倒扁或挺扁無關，主要是她不能接受施明德以「高道德」自居倒扁，更無法容忍施家對她的污衊。中時電子報[永久]中時電子報[永久]TVBS新聞網（页面存档备份，存于）東森新聞報
- 菲律賓反對派人士第2度提出的彈劾總統雅羅育案，表決結果出爐，彈劾案無法過關。這是雅羅育連續第2年度過彈劾危機。東森新聞報（页面存档备份，存于）
- 一輛滿載著TNT炸藥、肥料及汽油的汽車，停在泰國總理塔克辛的官邸外一公里處，相關人員緊急拆除引信，化解這場危機。東森新聞報
- 中國國家主席胡錦濤會見到訪而立場反美的委內瑞拉總統查維茲，雙方決定進一步加強在各領域合作。查維茲向委國媒體表示，2009年委國輸往中國的石油，將從現在的每天15萬桶增加到50萬桶。為避免中美關係產生不利影響，中國強調反美不是中委合作的基礎。中時電子報[永久]
- 美国南部路易斯安那州一家专门拆卸炸弹的工厂上午发生爆炸，使周围学校和一所监狱内的1000多人被紧急疏散。新浪网（页面存档备份，存于）

## 8月23日
- 以色列總統卡札夫因被控性侵害而遭到警方嚴厲訊問，使得已因在黎巴嫩戰事中受挫而搖搖欲墜的該國領導階層，再次遭受醜聞打擊。中時電子報[永久]東森新聞報新华网 Archive.today的存檔，存档日期2013-04-28
- 諾貝爾和平獎得主、波蘭「團結工聯」創辦人華勒沙表示已經退出團結工聯，原因是目前的團結工聯支持新保守派政治領袖，與他的理念不合。中時電子報[永久]
- 美國先進細胞科技公司發表在科學期刊《自然》上的報告指出，他們已發展出可以同時培養幹細胞、又不傷害胚胎的方式。自由電子報

## 8月22日
- 「微軟高級經理年會」第一次在台灣舉行，共有850位亞太區微軟員工參加，包括中國大陆、香港、新加坡、馬來西亞、澳洲及台灣。其中379位大陸籍員工赴台，不但獲得台灣陸委會的專案通過，也創下最大單一大陸商務人士團體抵台的規模，這將被視為10月大陸觀光客是否開放赴台議題的風向球。中時電子報[永久]中時電子報[永久]
- 俄罗斯普尔科沃航空公司的一架图-154客机坠毁在乌克兰东部顿涅兹克市附近地区。营救人员已在燃烧的飞机残骸附近发现了30具尸体，170人经证实已全部遇难。新华网新浪网（页面存档备份，存于）俄罗斯总统普京宣布：24日为俄罗斯全国哀悼日。新华网
- 伊朗首席核谈判代表阿里——·拉里贾尼向六国驻伊朗大使提交一份书面答复。伊朗提出了解决纠纷的“新规则”，对一揽子方案做出了全面回应，在回应的同时，伊朗也提出了一些问题。新华网（页面存档备份，存于）
- 美國國務院東亞局官員表示，台灣總統陳水扁9月訪問帛琉，將過境美國關島，美國會在台灣方面提出申請後，依慣例辦理，是否批准陳水扁總統過境，與台灣政局無關。東森新聞報中時電子報[永久]
- 华裔数学家陶哲轩（Terence Tao）在第25届国际数学家大会上获得菲尔兹奖。同时获得菲尔兹奖的还有俄羅斯的安德烈·奧昆科夫（Andrei Okounkov）、俄羅斯數學大師格雷戈里·佩雷爾曼（Grigori Perelman）及法國的文德林·維爾納（Wendelin Werner）。佩雷爾曼已经宣布拒绝接受。国际数学家大会还给乔恩·克莱因伯格（Jon Kleinberg）颁发了奈望林纳奖，给伊藤清颁发了高斯奖。IMU Prizes 2006（页面存档备份，存于）東森新聞報東森新聞報東森新聞報（页面存档备份，存于）大紀元時報大紀元時報
- 印度衛生部撤銷對可樂產品的禁令，但已宣布禁售可樂的七個邦中，有四個邦（喀拉拉邦、古吉拉特邦、卡納塔克邦及安得拉邦）立即強硬表態不會取消禁止在學校、醫院、政府機關等地販賣可樂的前令。自由電子報
- 澳門「賭王」何鴻燊兩度表示不認識日前遇襲的香港民主黨副主席何俊仁，並表明他是商人，不喜歡暴力事件。不過，何鴻燊胞妹何婉琪同日針對多名協助她的律師巧合地接連遇襲，發表聲明表示遺憾及震驚。據悉何婉琪為爭奪數十億美元家產與何鴻燊正對簿公堂，何俊仁是何婉琪官司案的代表律師。自由電子報
- 美國兩位科學家在華府宣佈，經過國際間20年通力合作，南極上空的臭氧層破洞已經有明顯縮小，預計未來60年可以完全恢復。東森新聞報

## 8月21日
- 埃及兩列火車在首都開羅以北約20公里處相撞，造成36人死亡、123人受傷。新華網
- 莫斯科市东郊的切尔基佐夫市场于上午10时30分发生爆炸事件，造成至少10人丧生、49人受伤，其中有5名中国人罹难。新华网 Archive.today的存檔，存档日期2013-04-28
- 奥地利新闻社援引国际原子能机构外交人士的话报道，伊朗已拒绝该机构的核查人员对其在纳坦兹的核设施进行核查。伊朗最高领袖哈梅内伊表示，伊朗已制定了开发核能的计划，并将坚决地继续实施这一计划。新浪网（页面存档备份，存于）
- 西藏精神領袖達賴喇嘛第7度訪問蒙古。自由電子報
- 由青島號導彈驅逐艦和洪澤湖號綜合補給艦組成的中國海軍艦艇，上午駛離青島軍港，啟程前往美國、加拿大、菲律賓等3國的4個港口進行訪問，這個艦艇編隊也將和美國海軍舉行第一次聯合搜救演習。東森新聞報（页面存档备份，存于）
- NASA发现暗物质的直接证据。NASA RELEASE 06-297（页面存档备份，存于）自由電子報

## 8月20日
- 香港民主黨副主席兼立法會議員何俊仁下午參加一場遊行後，在中環遭到3至4名凶徒用木棍襲擊，受傷情況嚴重。民主黨主席李永達和前主席李柱銘譴責暴行。香港電台、雅虎香港、中時電子報[永久]
- 成千上萬伊拉克伊斯蘭教什葉派朝覲信徒在巴格達各地徒步朝聖，於多處地點遭武裝分子開槍攻擊，已知至少有20人喪生和200多人受傷。中時電子報[永久]
- 南韓總統盧武鉉的親侄子盧智遠涉及賭博電玩公司的合併案，並從中獲取暴利，南韓總統府發表聲明表示，傳聞與事實不符，盧智遠也與此案無關。東森新聞報（页面存档备份，存于）
- 伊朗在舉行大規模軍事演習的第2天，試射10枚射程為80到250公里、屬短程地對地的「閃電型」飛彈，該飛彈雖不能攜帶核子彈頭，但仍讓國際社會震驚。東森新聞報（页面存档备份，存于）

## 8月19日
- 以色列凌晨公然破壞聯合國停火決議，派兵突襲黎巴嫩東部城市巴貝克一「真主黨」游擊隊的據點，雙方發生激戰，造成真主黨游擊隊3人死亡，以色列方面則有1死2傷，維持僅6日的停火面臨挑戰。黎巴嫩總理席尼奧拉抨擊以方「赤裸裸違反」停火協議。另外以色列也在西岸進行擄人行動，抓走了在巴勒斯坦自治政府擔任副總理的「哈瑪斯」組織要角阿雪爾。自由電子報中時電子報[永久]
- 中華民國李登輝前總統辦公室發出新聞稿證實，李登輝前總統將在9月12日至17日訪問日本，日本電視台NHK也在第一時間公佈此消息，日本媒體預料中國官方將強烈抗議。東森新聞報（页面存档备份，存于）TVBS新聞網（页面存档备份，存于）自由電子報共同網

## 8月18日
- 黎巴嫩总统拉胡德宣称将向联合国控告以色列在侵略黎巴嫩期间使用国际上禁用的武器磷弹。新华网
- 为期6天的第16届世界艾滋病大会在加拿大多伦多闭幕。与会的2.4万名代表再次呼吁各国增加投入，加强合作，应对艾滋病的威胁。新华网 Archive.today的存檔，存档日期2013-04-28
- 中國人權問題：
  - 中國山東省盲人律師陳光誠下午受審，但公安在開庭前拘留他的3名辯護律師，並軟禁若干名聲援他的支持者，其餘律師決定聯手抵制審判，他也拒絕接受庭上指定的兩名律師或抗辯。最後審判並未做出任何裁決。自由電子報自由電子報自由電子報
  - 美國國務院表示已經對中國當局拘捕高智晟以及對盲人維權人士陳光誠的審訊表示「強烈抗議」。大紀元時報中時電子報[永久]
  - 欧洲议会副主席就高智晟被捕发表声明，表示震惊和遗憾。大纪元时报
- 原定運往伊朗，可以拿來製造毒氣、化學戰劑、核武原料的化學物，被發現棄置在香港九龍灣一處花槽。中時電子報[永久]
- 韩国总统直属机构“亲日反民族者财产调查委员会”在韩国首都首尔正式成立。将在4年时间内，清算在日本殖民统治朝鲜半岛期间亲日卖国的叛徒，将他们本人及家族成员因为亲日行为获得的财产全部没收充公。新华网（页面存档备份，存于）

## 8月17日
- 2006年以黎冲突：
  - 黎巴嫩贝鲁特国际机场首次重新开放，此事实上以色列结束对黎巴嫩的空中封锁。但以色列仍然对黎巴嫩实施海上封锁。新华网 Archive.today的存檔，存档日期2013-04-28
  - 黎巴嫩军队早晨在坦克和装甲车辆支援下，部署到南部地区，接管真主党武装控制据点。这是近40年来，黎政府首次在黎以边界附近地区部署军队。新华网（页面存档备份，存于）新浪网（页面存档备份，存于）
- 驻阿富汗联军的一架飞机中午在东南部的帕克提卡省投下一枚炸弹，炸毁了两辆正在边境地区执行任务的警用卡车，造成至少10名阿富汗警察当场死亡。新浪网（页面存档备份，存于）
- 美国底特律市的联邦法官泰勒对美国人权组织提出的一项诉讼作出裁决，认定美国政府的境内窃听项目违反宪法，并要求政府立即停止这种窃听活动。新浪网（页面存档备份，存于）
- 南美洲厄瓜多的東谷拉瓦火山發生劇烈爆發，造成至少5人死亡，60多人失蹤。TVBS新聞網（页面存档备份，存于）

## 8月16日
- 國際天文聯會的一個工作小組達成對行星定義的新共識，以解決對冥王星是否為行星的爭議。在新定義下，冥王星將仍舊是一個行星，但卡戎、穀神星、和阋神星都將定義為行星。國際天文聯會將於8月24日投票是否採用這個新行星定義。 CNN（英） BBC中文（正）（页面存档备份，存于）
- 中國時報報導：台灣高中歷史大翻案，向來被台獨人士奉為「台灣地位未定論」重要法理基礎的《舊金山和約》和《中日和約》，出現在95學年的高中歷史審定本教材中；中華民國依據《開羅宣言》取得台灣法律地位的歷史論述，遭到嚴重挑戰。中時電子報[永久]
- 在日本和俄罗斯存在争议的北方四岛（俄罗斯称为南千岛群岛）附近水域，一艘日本渔船遭俄罗斯边防警备厅警艇枪击并扣留，其中一名渔民被打死。新浪网（页面存档备份，存于） 中廣新聞網[永久]
- 捷克总统克劳斯下午正式任命在议会选举中获胜的公民民主党主席托博拉奈克为政府新总理新浪网（页面存档备份，存于）

## 8月15日
- 日本首相小泉純一郎在“終戰紀念日”早上7時40分，第6度官式參拜靖國神社。中國外長李肇星立即召見日本駐北京大使宮本雄二，並發表措辭強硬的聲明。南韓政府對此發表聲明，表示「極為失望與憤怒」。 BBC（页面存档备份，存于）中時電子報[永久]
- 中國人權問題：
  - 被控間諜罪的新加坡《海峽時報》記者程翔，上午在北京受審。明報自由電子報
  - 中國律師高智晟在山東省東營市姐姐家看望生病的姐夫時，被十多名闖入的便衣秘密抓走。中時電子報[永久]中時電子報[永久]
- 據新華社報導，桑美颱風在中國造成的死亡人數，已攀升到295人。自由電子報

## 8月14日
- 2006年以黎冲突：停火協議於上午8點整生效。CNN（英）（页面存档备份，存于） BBC中文（簡）（页面存档备份，存于） 中時電子報（正）[永久]
- 日本東京在7:40 am（22:40 8月13日 UTC）發生大規模停電。番薯藤新聞[] 新華網（页面存档备份，存于）
- 马来西亚前首相马哈迪·莫哈末发出公开信予300万名执政党巫统党员，抗议巫统领导层阻止他向党员会面和发表谈话。当今大马 （页面存档备份，存于）

## 8月13日
- 2006年以黎冲突：
  - 以色列军方宣布，首次有女性士兵在以黎冲突中死亡。新浪网（页面存档备份，存于）
  - 以色列军方证实，以军一架运送增援人员的运输直升机在黎巴嫩南部被黎真主党武装击落，机上5名机组成员下落不明。新浪网（页面存档备份，存于）
- 驻阿富汗联军和阿政府军与武装分子早上在阿东部帕克提卡省发生武装冲突，导致5名阿士兵和至少18名武装分子死亡。新浪网（页面存档备份，存于）
- 伊拉克首都巴格达南部的什叶派聚集区发生汽车炸弹和火箭弹袭击，造成至少48人死亡和另外148人受伤。新华网

## 8月12日
- 台风“桑美”對中国大陆的影響：
  - 根据目前最新的统计数据，中国浙江温州市受灾人口达213.3万人，损坏房屋78554间，全市因灾死亡81人，失踪11人，全市直接经济损失达45.2亿元人民币。新浪网（页面存档备份，存于）
  - 超强台风“桑美”登陆后正面袭击福建省福鼎市，现已造成1350人受伤，21人死亡，127人失踪，财产损失至少25亿多元人民币。新浪网（页面存档备份，存于）
  - 今年第8号台风“桑美”在给赣中、赣西北部带来中到大雨、局部特大暴雨后，于12日凌晨从赣北瑞昌市移出江西。“桑美”给江西中北部地区造成重大灾情，全省因洪灾死亡2人，失踪1人。新浪网（页面存档备份，存于）
- 2006年以黎冲突：
  - 联合国秘书长科菲·安南发表声明宣布，以色列和黎巴嫩已经同意于8月14日5时（UTC時間）停火。新浪网（页面存档备份，存于）
  - 据以色列《国土报》报道，以色列军队在黎巴嫩南部的军事行动中，与真主党发生激烈冲突，造成24名士兵死亡、11人重伤。美联社称，这刷新了以黎冲突发生以来以军的单日死亡记录。新浪网（页面存档备份，存于）
  - 以黎冲突爆发一个月之际，美国反战组织和阿拉伯裔及穆斯林团体在首都华盛顿联合举行集会游行，要求布什政府不要一味偏袒以色列，立即促成停火。新浪网（页面存档备份，存于）
- 斯里兰卡军方表示凌晨斯东部战略要地亭可马里港的海军基地遭到猛虎组织炮火袭击。軍方表示，共有27名軍方人員死亡，80人受傷，叛軍則估計有150多人喪生。新华网自由電子報
- 日本內閣官房長官安倍晉三在他的選區山口縣下關市發言中強調繼承日相小泉純一郎的改革路線，事實上表明將參加9月的自民黨總裁選舉並角逐首相寶座。中時電子報[永久]新浪网（页面存档备份，存于）共同社
- 中華民國空軍慶祝814空軍節，於花蓮空軍基地擴大舉行活動，除由雷虎小組及F-16戰機表演飛行特技外，並邀請飛虎隊陳納德將軍遺孀陳香梅女士，主持飛虎紀念館及陳納德銅像揭幕典禮。自由電子報東森新聞報（页面存档备份，存于）
- 古巴執政黨共产党中央委員會機關報《格拉玛报》指出，日前因消化道出血緊急送醫開刀的古巴共產黨第一書記卡斯楚，已能坐起身、行走、說話且能短暫工作。中時電子報[永久]新浪网（页面存档备份，存于）
- 柬埔寨农业部官员证实，柬埔寨波萝勉省1000多只鸭子近日因感染禽流感病毒死亡，目前还没有关于人感染禽流感病例的报告。新浪网（页面存档备份，存于）

## 8月11日
- 初步统计，第8号台风“桑美”造成中国浙江、福建两省共400万人受灾，因灾死亡111人、失踪190人，房屋倒塌5.4万间，农作物受灾184万亩，直接经济损失112.5亿元人民币。新浪网（页面存档备份，存于）中時電子報
- 英國破獲炸機恐怖袭击陰謀：
  - 巴基斯坦政府和安全官員表示，巴基斯坦在協助英國當局破獲炸毀客機陰謀前，曾逮捕七名激進分子，其中兩人是巴基斯坦裔的英國人。中時電子報（页面存档备份，存于）
  - 英国政府已经确认19名炸机阴谋嫌犯的身份，并将这19人名单公布于众，英国央行还冻结了这19人的银行帐户。值得注意的一点是，嫌犯当中竟然有不少英国人，而“19人名单”上年龄最小者年仅17岁。新浪网（页面存档备份，存于）
  - 意大利警方在全国展开搜捕行动，共逮捕了40人，并称他们与英国恐怖袭击阴谋有关。BBC中文网（页面存档备份，存于）
- 台灣參與聯合國議題：
  - 台灣外交部召開記者會說明台灣今年加入聯合國議題，將併推「參與案」與首度採用之「和平案」。其中主任秘書兼發言人呂慶龍表示，「和平案」提案文中首次提出呼籲，為了降低東亞區域內的緊張趨勢，「必要時得邀請相關爭端當事方向安理會或聯合國大會提出說明」。國際組織司長陳忠則表示，提案文只在開端用中華民國（Republic of China）的名稱，之後都稱為台灣（here and after referred as Taiwan）。中時電子報（页面存档备份，存于）東森新聞報（页面存档备份，存于）東森新聞報（页面存档备份，存于）自由電子報BBC中文网（页面存档备份，存于）法国国际广播电台[]
  - 中国外交部发言人姜瑜就台湾第十四次加入联合国的申请发表谈话指出，有关提案实质是在国际上搞“台湾独立”，中方对此坚决反对。BBC中文网（页面存档备份，存于）中华人民共和国外交部网站新华网（页面存档备份，存于）新华网 Archive.today的存檔，存档日期2013-04-28
- 科學雜誌《Cell》（網路版）刊出： 日本京都大學的醫科專家從老鼠的皮膚細胞製造出可培育各種組織的「萬能細胞」，並取名「誘導多能性幹細胞（iPS細胞）」的實驗成果。中時電子報[永久]東森新聞報（页面存档备份，存于）
- 2006年以黎冲突：
  - 美国和法国就有关黎以冲突的安理会决议草案最新文本达成协议，以色列政府发言人称，总理接受停火决议，并将建议内阁接受这份决议案。另据来自黎巴嫩官方的消息称，黎巴嫩政府也将接受这份决议。新浪网（页面存档备份，存于）
  - 联合国安理会一致通过有关黎以冲突的决议，呼吁冲突各方“全面停止敌对行动”，以色列在黎政府军和联合国驻黎维和部队进驻黎南部地区的同时从黎撤军。新华网 Archive.today的存檔，存档日期2013-04-29
  - 《华盛顿时报》引述美國情報官員的話說：7月14日以色列一艘海岸巡邏艇，遭黎巴嫩真主黨二枚反艦導彈擊中，造成四名以軍死亡。這些導彈很可能是中國援助伊朗的C-802型反艦導彈，經伊朗轉到真主黨的手上。中時電子報
- 中國人權問題：
  - 美國助理國務卿紹爾布萊表示，中國應儘快釋放盲人維權律師陈光诚，因為這有助於中國的名聲。這是近年來少見美國高層直接點名要求中國釋放維權人士的案例。中時電子報（页面存档备份，存于）
  - 中国东方航空公司的一名叫袁盛的机长在美国华盛顿召开记者会，声称因为担心信仰法轮功而在中国遭到迫害，所以在美国申请政治庇护。中時電子報[永久]BBC中文網（页面存档备份，存于）大紀元時報
- 德國在網站上刊出对1999年諾貝爾文學獎得主、德國小說家的訪問，其首度坦承曾在二次大戰期間為希特勒旗下的納粹精銳部隊（Waffen-SS）效過力。自由電子報新浪网（页面存档备份，存于）

## 8月10日
- 英國破獲炸機恐怖袭击陰謀：
  - 英國警方宣佈破獲一樁恐怖攻擊陰謀，共逮捕21人，其意圖使用密藏在手提行李內的液態炸藥炸毀往來英、美的民航機。面对恐怖威胁，英国规定乘客不准携带任何手提行李上飞机。美國也提高飛安警戒，禁止乘客攜帶液狀物登機。東森新聞報（页面存档备份，存于）自由電子報TVBS新聞網（页面存档备份，存于）BBC中文网（页面存档备份，存于）新浪网（页面存档备份，存于）世界报（法文）（页面存档备份，存于）纽约时报（英文）明镜（德文）（页面存档备份，存于）朝日新闻（日文）
  - 歐洲各地航空公司紛紛取消前往英國倫敦希斯洛機場的航班，許多機場則準備接受大量轉降客機，遍及全歐的航班延誤與機場混亂已經降臨。自由電子報新浪网（页面存档备份，存于）新浪网（页面存档备份，存于）
  - 美國總統布什發表談話，表示由於英、美兩國的密切合作，得以破獲陰謀炸毀美國航空公司班機的恐怖攻擊陰謀。美國白宮發言人史諾表示，至少兩週前布希即已接獲情報，英國首相布萊爾在7月28日訪問時，兩人即就此商討因應之道。自由電子報
  - 歐洲股市主要指數午盤大跌，由航空旅遊股領跌；在歐洲上市的「美國航空」母公司AMR，更在德國法蘭克福股市暴跌12.8％。自由電子報
- 2006年以黎冲突：
  - 黎巴嫩真主党发表声明，声称真主党武装当天在与以色列军队交战中又打死打伤20名以军士兵，摧毁以军坦克20辆。新浪网（页面存档备份，存于）
  - 以色列宣布，以军将对黎巴嫩首都贝鲁特南郊的哈伊萨尔姆、布尔吉巴拉吉纳、希亚哈3个地区进行轰炸，要求当地居民迅速撤离。新浪网（页面存档备份，存于）
- 《江泽民文选》出版发行：
  - 由中共中央文献编辑委员会编辑的《江泽民文选》第一卷、第二卷、第三卷开始由人民出版社出版、发行。新浪网（页面存档备份，存于）星岛环球网（页面存档备份，存于）東森新聞報（页面存档备份，存于）
  - 《江澤民文選》第二卷，篇名為「一個新的信號」首度向外界披露：1999年4月25日法輪功信眾包圍中南海，令江澤民大為震怒，當天立即寫信給中共中央政治局常委，信中反映出他的震驚和憤怒，並懷疑西方在幕後策劃。聯合新聞網
  - 《江澤民文選》最後一篇文章，是江澤民自2004年9月20日辭去中共中央軍委主席職務後的講話。江澤民在這篇題為「我的心永遠同人民軍隊在一起」的講話中表示：「台灣問題是我最大的一個牽掛」，對台灣「還是要堅持文攻武備的總方略」。中時電子報[永久]
  - 《江澤民文選》針對「六四學運」表示，中共中央對待學生的態度寬容，但一些在美國的中國留學生卻為換取綠卡放棄民族大義，請美國制裁自己的祖國。中時電子報[永久]
- 今年第8号超强台风“桑美”于下午5时25分在中国浙江温州苍南县登陆，中心风力17级。气象专家指出，超强台风“桑美”有可能成为近三十年来登陆中国大陆最强的台风，也有可能成为近五十年以来登陆浙江最强的台风。新浪网（页面存档备份，存于）
- 美國國會研究處（CRS）發表7月1日所出版「台灣近來的情勢與美國的政策選擇」的報告，除討論台灣當前形勢及對美國的可能影響，還表示總統陳水扁這幾年來刻意操弄政治，使美國的立場從挺台灣變成警告台灣，而第一家庭及身邊親信層出不窮的弊案則使陳水扁的政治前途岌岌可危，讓台灣人民對總統的信任降到最低點，報告預期未來數年，美國的對台政策將日益困難。東森新聞報（页面存档备份，存于）中時電子報[永久]Taiwan: Recent Developments and U.S. Policy Choices（页面存档备份，存于）
- 台灣中國國民黨政策會副執行長張榮恭說：國民黨將在台舉辦「兩岸農業合作論壇」，邀請中國國台辦主任陳雲林率團參加。不過，台灣與查德剛斷交，可能引發政府抵制陳雲林來台，所以國民黨將暫緩提出陳雲林來台申請表格。中時電子報[永久]
- 台灣友邦尼加拉瓜、吐瓦魯和所羅門群島等三國前往聯合國總部，遞交支持台灣的「參與案」及「和平案」兩案。中時電子報
- 日本海上自衛隊長崎佐世保（Sasebo）基地的一名士官在艦內上吊自殺，他因涉嫌未經許可數度密赴中、韓以及洩露軍事機密而被處停職處分。中時電子報自由電子報
- 颱風桑美登陸中國浙江省蒼南縣，是1949年以來登陸中國大陸最強烈的颱風。共造成460人死亡，1350人受傷，50人失蹤，六萬間房屋倒塌，直接經濟損失超過238億元人民幣。

## 8月9日
- 2006年以黎冲突：
  - 以色列军队对黎巴嫩境内最大的巴勒斯坦难民营发射炮弹，造成至少2人死亡、3人受伤。新浪网（页面存档备份，存于）
  - 黎巴嫩真主党称，在当天黎南部地区的冲突中，真主党武装打死打伤数名以色列士兵，并击毁了3辆以军坦克。以军随后证实了这一冲突，但并未透露具体的伤亡情况。新浪网（页面存档备份，存于）
  - 据阿拉伯卫星电视台报道，4名以军士兵在黎巴嫩南部的一个村庄被火箭弹炸死。新浪网（页面存档备份，存于）
  - 以色列北方城鎮基耶施摩納（Kiryat Shmona）展開1948年建國以來首度全鎮撤離，以躲避真主黨每日大舉發動的火箭攻擊。中時電子報[永久]新浪网（页面存档备份，存于）
  - 黎巴嫩最高救援机构宣布，自7月12日黎以冲突爆发以来，以色列对黎南部的轰炸至少已造成1087人死亡，3568人受伤。死者包括990名平民，其中30％为不满12岁的儿童。死者还包括30名黎军人和警察、54名真主党成员和4名联合国观察员。新浪网（页面存档备份，存于）
  - 以色列军方宣布，当天在黎巴嫩南部与真主党的战斗中又有15名以军士兵丧生，这是自黎以冲突爆发以来以军死亡最多的一天。新浪网（页面存档备份，存于）
- 日本长崎市在长崎市和平纪念公园举行原子弹爆炸61周年纪念仪式，悼念死难者，并祈祷和平。日本各界人士4600餘人参加了仪式。新浪网（页面存档备份，存于）共同社
- 香港特别行政区行政长官曾荫权委任高等法院原讼庭彭键基法官接替胡国兴法官为选举管理委员会（选管会）主席，任期3年，由2006年8月17日起至2009年8月16日止。新浪网（页面存档备份，存于）香港政府網站（页面存档备份，存于）
- 世界卫生组织确认，印度尼西亚首都雅加达郊外一名16岁少年因感染高致病性禽流感（H5N1型）而死亡。该国感染禽流感病死人数已增至43人，超过了越南的42人，成为全球死于禽流感人数最多的国家。新浪网（页面存档备份，存于）共同社
- 香港電台宣佈，任命電訊管理局副總監傅小慧為副廣播處長，將於8月14日履新，接替本月11日退休的吳錫輝。香港電台香港政府網站（页面存档备份，存于）
- 總部設於華盛頓的國際聲援西藏運動組織表示，西藏作家卓瑪嘉因在西藏拉薩被捕，2005年9月被判監禁10個月。據他發出的信件稱，他是因尚未出版的著作《騷動的喜瑪拉雅》而獲罪。目前已有7位在中國及海外的作家公開呼籲釋放卓瑪嘉因。BBC中文網（页面存档备份，存于）美國之音中文網（页面存档备份，存于）

## 8月8日
- 2006年以黎冲突：
  - 以色列军方发言人称，真主党发射的一枚反坦克导弹击中在黎巴嫩的一支以色列军队，造成1名士兵身亡，5人受伤。新浪网（页面存档备份，存于）
  - 以色列国防部长佩雷茨称，以军将扩大对真主党的打击，并计划扩大对黎巴嫩南部地区的占领。新浪网（页面存档备份，存于）
  - 以色列国防部长佩雷茨重申，只有在黎巴嫩南部非军事化、真主党解除武装并释放以军士兵的情况下，以色列才会接受停火。新浪网（页面存档备份，存于）
- 日本报纸《产经新闻》发表右翼学者、国际教养大学校长中岛岭雄的文章称：“最近，以香港为中心，中国大陆、台湾的反日活动家合作与联合更加频繁”。新华网 Archive.today的存檔，存档日期2013-04-28
- 中國卫生部追溯诊断2003年11月底的一个不明原因发热、肺炎病例为人感染高致病性禽流感（H5N1）确诊病例，这比中國卫生部门2005年通報首件人感染禽流感病例早了兩年。自由電子報人民网
- 日本政府和执政的自民党在东京都千代田区的日本武道馆为前内阁总理大臣桥本龙太郎举行葬礼。日本各界代表及143个国家和地区的特使约4600人参加了葬礼。中国驻日本大使王毅代表中国政府献花。韩国前总统金泳三及韩国外交通商部长官潘基文等也出席葬礼。而台灣民進黨主席游錫堃则以陳水扁總統特使身分率團訪日，出席了葬禮。中時電子報[永久]新华网文新传媒
- 兩岸與查德關係：
  - 台灣行政院長蘇貞昌指示外交部長黃志芳，對目前停留在台的17位查德留學生繼續提供獎學金，並全力照顧到畢業。查德學生在震驚的同时又表示驚喜。中時電子報[永久]東森新聞報（页面存档备份，存于）
  - 台灣智庫國際事務論壇舉辦座談會，東吳大學政治系主任羅致政建議政府，當台灣邦交國數量如果下降掉到20個以下或18個，政府應該考慮對兩岸關係劃設「紅線」，因應中國陸續破壞台海現狀而採取強烈作為，以回應中國。自由電子報東森新聞報（页面存档备份，存于）
- 今年５月赢得连任的总统在恩贾梅纳宣誓就任新一届总统。包括苏丹总统巴希尔、利比亚领导人格達費、民主刚果总统兼现任非盟主席萨苏－恩格索、塞内加尔总统瓦德和中非总统博齐泽在内的多位非洲国家领导人出席了的就职仪式。新华网 Archive.today的存檔，存档日期2013-04-28中時電子報[永久]
- 世界土著人民国际日：國際勞工組織提醒说，必須承認喀麥隆東部森林的俾格米人（pygmies）的權益，並指出喀麥隆政府的減貧計畫沒有與俾格米協商，也沒有充分考慮其利益與需求，事實上使他們更加貧窮。而聯合國難民署称，武裝衝突使哥倫比亞的一些土著面臨絕種威脅，並呼籲哥倫比亞各武裝勢力不要把土著捲入衝突中。联合国网站新闻中心（页面存档备份，存于）
- 美國民主黨舉行康乃狄克州聯邦參議員提名初選，三連任的參議員李伯曼由於大力支持布什總統出兵伊拉克，最後以4個百分點輸給了政治新人、反戰富商拉蒙特。自由電子報
- 記者無國界表示，一家中國網路百科全書「易維基」因受到政府壓力而關閉，以避免牽連其他人。有些中國網民認為這與兩個條目可能有關：台灣（台灣政府被稱為中華民國政府）及龍緯汶（香港南方民主同盟負責人，他與法輪功關係密切，並敢於批評共產黨）。美國之音中文網美國之音中文網東森新聞報（页面存档备份，存于）

## 8月7日
- 2006年以黎冲突：
  - 美国总统布什在得克萨斯州克劳福德农场对媒体记者说，他反对黎巴嫩总理提出的以军立即撤军的要求，称这将导致黎巴嫩南部以及真主党控制地区出现权力真空。新华网 Archive.today的存檔，存档日期2013-04-28
  - 以色列空军F-16战机在以色列北部海域击落一架黎巴嫩真主党发射的无人驾驶飞机。新浪网（页面存档备份，存于）
  - 黎巴嫩总理西尼乌拉证实，以色列战机当天对黎巴嫩南部边境地区的侯拉村发动空袭，造成40多名平民死亡。新浪网（页面存档备份，存于）
  - 黎巴嫩卫生部长穆罕默德·哈里发今天透露，以色列对真主党发动的持续二十七天的攻势已造成黎巴嫩925人丧生，另有75人失踪，这些失踪人员估计已经死亡。新浪网（页面存档备份，存于）
- 四百多位世界知名人士在古巴共同签署一份声明，呼籲美国不要趁古巴领导人生病期间试图干涉古巴内政，策动颠覆活动。这些人士來自拉丁美洲和世界其他国家的左翼政党、人权活动组织，其中还有数名曾获得诺贝尔和平奖的重量级人物，譬如南非大主教杜圖等。新浪网（页面存档备份，存于）
- 英国石油公司（BP）对阿拉斯加普拉德霍湾的油田管道进行评估，并宣布因管道受蚀而关闭该油田。普拉德霍湾油田是美国最大的油田，每天原油产量占美国原油产量的8%，关闭后可能驱使国际油价大幅上升。新浪网（页面存档备份，存于）
- 芬兰库奥皮奥大学的一个研究小组公布一项研究结果显示，人到中年后摄入过多的动物饱和脂肪会增加患早老性痴呆症的风险。新华网
- 美國國防部資深官員表示，美國與南韓正在討論修改兩國軍事關係的計畫，美國除縮減駐韓軍隊外，也將把戰時的軍事行動主導權交還給南韓，美方退居支援性角色。自由電子報朝鲜日报

## 8月6日
- 兩岸與查德關係：
  - 中華民國外交部凌晨零時發表聲明，台灣與查德斷絕外交關係，原訂行政院長蘇貞昌出訪查德、參加總統就職典禮的計劃也告中止。東森新聞報（页面存档备份，存于）TVBS新聞網（页面存档备份，存于）自由電子報自由電子報早报网（页面存档备份，存于）BBC中文网（页面存档备份，存于）新浪网（页面存档备份，存于）
  - 中华人民共和国外交部长李肇星和外交和非洲一体化部长艾哈迈德·阿拉米在北京簽署聯合公報，決定自即日起恢復兩國大使级外交關係。中時電子報[永久]新華網 Archive.today的存檔，存档日期2013-04-28
  - 台灣民進黨立委蔡同榮等發動連署，要求台灣政府不可核准中國國台辦主任陳雲林到訪。中時電子報[永久]
- 2006年以黎冲突：
  - 联合国安理会的五个常任理事国代表讨论了由美国和法国提出的黎巴嫩停火决议草案，但未能就该草案达成共识。新浪网（页面存档备份，存于）
  - 黎巴嫩真主党发射的一枚火箭弹击中了联合国驻黎巴嫩南部维和部队中国工兵营驻地，造成3名士兵受伤。新浪网（页面存档备份，存于）
  - 黎巴嫩真主党武装发射的火箭弹击中了以色列北部边境附近的吉拉迪村，造成至少10名以军预备役士兵丧生，另有4人重伤。新浪网（页面存档备份，存于）
  - 数枚由黎巴嫩真主党发射的火箭弹击中以色列北部最大城市海法市内的至少3幢建筑，据当地救援部门统计，袭击共造成3名平民死亡、数十人受伤。新浪网（页面存档备份，存于）新浪网（页面存档备份，存于）
- 日本廣島舉行第61屆紀念會，共有4萬5千人出席。紀念會上宣布，知道姓名的罹難者達24.7787万人，另外，今年特別製作「姓氏不詳」的罹難者名冊。中時電子報[永久]TVBS新聞網（页面存档备份，存于）新浪网（页面存档备份，存于）
- 經過四天審議後，香港立法會在泛民主派議員離場抗議下，以32票贊成，0票反對三讀通過《截取通訊及監察條例草案》。其中較早前由吳靄儀動議新訂的「日落條款」條文遭否決後，泛民主派議員集體離場抗議。星島日報明報香港電台中時電子報[永久]新華網 Archive.today的存檔，存档日期2013-04-28自由電子報
- 原位於琉球那霸東南方海面的，在下午2時形成第9號颱風寶發（Bopha），目前西太平洋海面上同時有3個颱風，包括5日才形成的第7號及第8號輕度颱風瑪莉亞（Maria）、桑美（Saomai）。東森新聞報（页面存档备份，存于）
- 法國非政府組織「對抗飢餓行動」派駐在斯里蘭卡的15名工作人員，被發現全部陳屍在穆特鎮的辦公室裡。中時電子報[永久]

## 8月5日
- 2006年以黎冲突：
  - 美国和法国公布了双方刚刚达成一致的有关黎以冲突的安理会决议草案，呼吁冲突各方“全面停止敌对行动”，特别是呼吁真主党立即停止所有袭击、以色列立即停止所有进攻性的军事行动。但黎巴嫩已拒絕接受這份草案。新华网大紀元時報
  - 英国数万名民众在首都伦敦举行大规模示威游行，呼吁布莱尔政府转变立场，支持国际社会要求在黎巴嫩立即实现停火的努力。新华网 Archive.today的存檔，存档日期2013-04-28
- 美國可口可樂和百事可樂公司在印度被指控可樂內含有過量殺蟲劑，印度最高法院下令兩大品牌必須公開可樂配方，以保障消費者权益。東森新聞報（页面存档备份，存于）
- 墨西哥聯邦選舉法庭駁回左派聯盟總統候選人要求全面重新計驗總統選舉票的聲請，僅同意對佔總數9％的有爭議投票站局部驗票。再度呼籲支持者擴大和平抗爭。中時電子報[永久]新浪网（页面存档备份，存于）

## 8月4日
- 2006年以黎冲突：
  - 据黎巴嫩官方通讯社报道，以色列战机当天轰炸了黎巴嫩东部靠近叙利亚的加阿村附近的一座农场，造成至少30名农场工人丧生，另有30人受伤。死者中有叙利亚库尔德人，伤者已被送往叙利亚的医院接受治疗。新浪网（页面存档备份，存于）
  - 以色列军机对黎巴嫩南部的两个村庄进行猛烈轰炸。美联社称，以色列战机炸平了两座房屋，57个人被埋在废墟里，死亡人数目前还不清楚。新浪网（页面存档备份，存于）
  - 黎巴嫩真主党向以色列北部地区发射约两百枚火箭，共造成3名以色列平民丧生。此外，以色列地面部队在黎巴嫩南部和真主党的战斗中，有两名军人死亡。新浪网（页面存档备份，存于）
  - 据卡塔尔半岛电视台报道，在以色列地面部队向黎巴嫩南部地区大举进攻的过程中，以军一辆坦克被真主党武装摧毁，6名以军士兵被打死，4人受伤。新浪网（页面存档备份，存于）
  - 贝鲁特基督教居民区中心地带第一次遭到以军战机轰炸，这标志着以色列对黎巴嫩首都的空袭重大升级。新浪网（页面存档备份，存于）
- 越南胡志明市一家公园内的53隻鹤被确认携有禽流感病毒。目前，該市兽医局已建议公园扑杀鹤群，并采取消毒和隔离措施，以免疫情扩散。 新华网（页面存档备份，存于）
- 乌克兰最高苏维埃（议会）根据总统的提名进行投票表决，批准地区党领导人亚努科维奇出任新一届政府总理。出席当天会议的共有296名议员，其中271人投了赞成票，超过通过提名所必需的226票。同时，乌克兰议会以269票赞成、1票反对和2票弃权的表决结果通过由总理亚努科维奇领导的新内阁成员名单。在新内阁中，除外交部长和国防部长由总统提名外，其他成员由地区党、社会党、共产党和“我们的乌克兰”联盟4党提名。新浪网（页面存档备份，存于）新浪网（页面存档备份，存于）
- 美國國務院發表聲明，表示美国已对俄罗斯苏霍伊军事工业集团等7家外国公司实施制裁，因为它们向伊朗提供可用于发展大规模杀伤性武器或导弹系统的技术和原料。新浪网（页面存档备份，存于）
- 据美国全国广播公司（NBC）报道，美国中央情报局（CIA）多年来一直通过各种渠道秘密搜集世界各国领导人以及重要恐怖分子的健康状况情报。他们所建立的病历库从赫鲁晓夫到尤申科多达数百人，其中以古巴领导人卡斯特罗的档案最为丰富。新华网（页面存档备份，存于）
- 使得三千多名在香港國際機場候機室滯留過夜的旅客产生不满，驚動警察到場維持秩序。中時電子報[永久]
- 第二届“北京－东京论坛”在东京闭幕。论坛发表的联合声明表示要努力推动中日关系走出谷底，建立互利双赢的新关系。新浪网（页面存档备份，存于）
- 据日本NHK等媒体報導说，最有可能成為下屆日本內閣總理大臣的現任內閣官房長官安倍晉三，曾於今年4月15日參拜合祀二戰甲級戰犯的靖國神社。自由電子報朝鲜日报早报网（页面存档备份，存于）共同社
- 中國海洋石油總公司（CNOOC）在官方網站上宣布，「春曉油氣田工程已經全面進入開發生產階段」。自由電子報新浪网（页面存档备份，存于）

## 8月3日
- 第6号的中心于晚上7点20分在中国广东省阳西到电白之间沿海登陆。登陆时，中心附近最大风力達12级。造成广东广西47人死亡、16人失踪、690多万人受灾。 新浪网（页面存档备份，存于） 新浪网（页面存档备份，存于）新浪网（页面存档备份，存于）
- 美国财政部以为基地组织等恐怖组织融资为由，宣布对总部设在沙特阿拉伯的国际伊斯兰救助组织官员穆吉勒及该组织驻印度尼西亚和菲律宾的分支机构实施制裁。新浪网（页面存档备份，存于）
- 烏克蘭總統尤申科批准亞努科維奇擔任總理，結束了長達四個月的政治僵局。自由電子報新浪网（页面存档备份，存于）
- 兩岸關係：
  - 美國國務院新任主管亚太事务的副助理国务卿柯慶生表示，美國支持中國國務院台灣事務辦公室主任陳雲林訪問台灣，美國也促請北京當局與台灣合法的民選政府對話。而台灣行政院長蘇貞昌表示，兩岸互動應該互惠、對等、彼此尊重，若想統戰，則陳可免來。中時電子報[永久]中時電子報[永久]中国新闻网（页面存档备份，存于）BBC中文网
  - 台灣澎湖縣議會三讀通過小三通自治條例，縣府將於一個月內送交內政部核備後公告實施。縣長王乾發表示，陸委會獨排澎湖試辦小三通的做法，明顯違法、違憲，將向法院按鈴控告。自由電子報
- 一艘滿載220噸濃硫酸的貨船在大運河浙江餘杭段發生擱淺並外洩，讓附近運河遭到硫酸汙染，目前尚不知是否會對上海用水造成影響。中時電子報[永久]
- 新加坡信息、通訊與藝術部（MICA）發表聲明表示，原不受媒體法規範的若干外國媒體，包括《新聞週刊》、《時代雜誌》、《金融時報》、《遠東經濟評論》及《國際前鋒論壇報》等媒體，將取消其豁免權。自由電子報

## 8月2日
- 台灣行政院長蘇貞昌表示，由于各方在「台灣經濟永續發展會議」（簡稱「經續會」）上沒有達到共識，因此不會改變企業赴中國投資40%的上限。行政院第3000次院會院長裁示

東森新聞報（页面存档备份，存于）
- 据南韓YTN電視台及法新社报道，北韓水灾所造成的死亡或失踪人数高达一万人。北韓官方媒体称，这是该国百年来最严重的水灾。中時電子報[永久]亚洲新闻网
- 今年第6号台风（“Prapiroon”）在菲律宾登陆，已经造成6人死亡。 新浪网（页面存档备份，存于）
- 韩国教育副总理金秉准在就任第13天宣布辞职，他在过去担任教授时期发表的论文被怀疑抄袭弟子的论文，引起了道德争议。新浪网（页面存档备份，存于）
- 古巴政府為古巴共產黨第一書記卡斯楚闢謠，堅稱他手術後情況穩定。自由電子報
- 德国警方近日在多个城市的火车站内发现装有炸弹的行李箱。警方仍在追查炸彈來源和行李箱擁有者。中新网（页面存档备份，存于） 歐洲新聞社（轉自Yahoo奇摩）[]

## 8月1日
- 古巴国务委员会主席菲德尔·卡斯特罗因肠胃出血入院手术治疗，权力暂时交给他的胞弟，第一副主席劳尔。人民网（页面存档备份，存于）BBC中文网（页面存档备份，存于）纽约时报（英文）明镜（德文）（页面存档备份，存于）世界报（法文）（页面存档备份，存于）朝日新闻（日文）
- 日本内阁发表了日本2006年度防卫白皮书。新浪网（页面存档备份，存于）共同社東森新聞網（页面存档备份，存于）
- 朝鲜外务相白南舜分别与新加坡总理李显龙、国务资政吴作栋和外交部长杨荣文举行会晤，这是他对新加坡的首次正式访问。新浪网（页面存档备份，存于）早报网（页面存档备份，存于）
- 英镑兑人民币展开首日交易，报人民币14.8840元，標誌着中国汇制改革又向前迈进一步。新浪网（页面存档备份，存于）
- 日本氣象廳開始對部分機關團體提供「緊急地震速報」服務，以測試預警系統的實際效用。自由電子報
- 俄罗斯最大的石油公司尤科斯公司被法院认定破产。新浪网（页面存档备份，存于）
- 由於中共日前強制關閉網路論壇《世紀中國》，引起其國內、外逾百名知識分子抗議，包括劉曉波、劉軍寧、丁子霖、李大同、賀衛方等，他們聯名發表呼籲書，譴責中共政府壓制人民言論自由。中時電子報[永久]BBC中文網（页面存档备份，存于）